# アムール型潜水艦
アムール型潜水艦は、ロシア連邦において950 Амур計画（アムール川に由来）として識別される、最新型のラーダ型潜水艦の輸出用である。キロ型潜水艦よりも静粛で、新型の戦闘システムを備え、AIPを備えることも可能である。

## 概要
第4世代の潜水艦で、異なる目標に向けて一斉にミサイルを発射する能力を備える。従来のキロ級と比較して数分の一にまで静粛化されている。これらの潜水艦は無線電子工学の最新の成果に基づく新世代の無線電気式兵器を備える。潜航日数を増やし、航続距離を増やす為にAIP燃料電池を備える事が検討される。新造艦と同様に、既存の艦においても船体を延長する事によりAIPの搭載が可能になる。
これらの艦は水面が海氷で覆われた海域を除く、世界中の海域でいかなる天候状態においても水深にかかわらず運用されることが期待される。
また、アムール型をベースにイタリアのフィンカンティエリと共同でアムール型を基にS1000型潜水艦の開発が進められていたが、2014年7月に開発が無期限に中断された。

## 運用国
2016年時点まで発注はなく、建造されていない。

### 検討
インド
インド海軍のプロジェクト75I級潜水艦に提案中。ロシアの連邦軍事サービスのウラジミール・ドロゼフフは、インドに対してアムール1650に基づいて、インドのパートナー（L＆T）と協力して新たな非原子力潜水艦を共同で設計・造船するよう、インドに要請している。
ルービン設計局のアンドレイ・I・バレノフは80％の国産化が可能としており、AIPの共同開発についても言及している。
同設計局のIgor Vilnitによるとインド海軍への提案は、アムール1650に基づいており、全ての要件を満たしているという。
 インドネシア
2006年にインドネシアが、アムール1650型を2隻購入する意向を示した。
 中国
2014年にアムール1650の購入交渉を実施していた。
 シリア
2隻のアムール1650の購入を希望。
 モロッコ
2015年8月にアムール1650を購入する契約をすることが期待されるとの報道が行われた。
 ペルー
導入を検討していると報じられた。

## 計画
| 型式:                                               | アムール 950                                                               | アムール 1650                                  |
| --------------------------------------------------- | -------------------------------------------------------------------------- | ---------------------------------------------- |
| 画像                                                | Amur 950                                                                   | Amur 1650                                      |
| 排水量 (浮上時/潜航時 単位:トン) (surf/subm. tons): | 1,065/ ?                                                                   | 1,765/ ?                                       |
| 全長 (m):                                           | 56.8                                                                       | 66.8                                           |
| 全幅 (m):                                           | 5.65                                                                       | 7.1                                            |
| 潜水速度 (knots):                                   | 20                                                                         | 19                                             |
| 水深 (m):                                           | 300                                                                        | 300                                            |
| 潜水日数 (days):                                    | 30                                                                         | 45                                             |
| 乗員:                                               | 19                                                                         | 35                                             |
| 武装:                                               | 533mm 魚雷発射管 4基, 魚雷またはミサイル、機雷16本 ブラモス垂直発射管 10基 | 533mm 魚雷発射管 6基, 魚雷またはミサイル、機雷 |